# Característica (visió per computador)
En visió per computador i processament d'imatges, una característica és una informació sobre el contingut d'una imatge; normalment sobre si una determinada regió de la imatge té certes propietats. Les característiques poden ser estructures específiques de la imatge, com ara punts, vores o objectes. Les característiques també poden ser el resultat d'una operació general de veïnatge o d'una detecció de característiques aplicades a la imatge. Altres exemples de característiques estan relacionades amb el moviment en seqüències d'imatges, o amb formes definides en termes de corbes o límits entre diferents regions d'imatge.
De manera més àmplia, una característica és qualsevol informació rellevant per resoldre la tasca computacional relacionada amb una determinada aplicació. Aquest és el mateix sentit que la característica de l'aprenentatge automàtic i el reconeixement de patrons en general, tot i que el processament d'imatges té una col·lecció de funcions molt sofisticada. El concepte de característiques és molt general i l'elecció de les característiques d'un sistema de visió per ordinador particular pot dependre molt del problema específic en qüestió.

## Definició
No hi ha una definició universal o exacta del que constitueix una característica, i la definició exacta sovint depèn del problema o del tipus d'aplicació. No obstant això, una característica es defineix normalment com una part "interessant" d'una imatge, i les funcions s'utilitzen com a punt de partida per a molts algorismes de visió per ordinador.
Com que les característiques s'utilitzen com a punt de partida i primitives principals per als algorismes posteriors, l'algoritme global sovint només serà tan bo com el seu detector de característiques. En conseqüència, la propietat desitjable per a un detector de característiques és la repetibilitat: si la mateixa característica es detectarà o no en dues o més imatges diferents de la mateixa escena.
La detecció de funcions és una operació de processament d'imatges de baix nivell. És a dir, normalment es realitza com a primera operació sobre una imatge i examina cada píxel per veure si hi ha una característica present en aquest píxel. Si això forma part d'un algorisme més gran, l'algoritme normalment només examinarà la imatge a la regió de les característiques. Com a prerequisit integrat per a la detecció de característiques, la imatge d'entrada sol ser suavitzada per un nucli gaussià en una representació d'escala-espai i es calculen una o diverses imatges de característiques, sovint expressades en termes d'operacions derivades d'imatge locals.
De vegades, quan la detecció de característiques és costosa computacionalment i hi ha limitacions de temps, es pot utilitzar un algorisme de nivell superior per guiar l'etapa de detecció de característiques de manera que només es cerquin certes parts de la imatge.
Hi ha molts algorismes de visió per ordinador que utilitzen la detecció de característiques com a pas inicial, de manera que, com a resultat, s'han desenvolupat un nombre molt gran de detectors de característiques. Aquests varien àmpliament en els tipus de característica detectada, la complexitat computacional i la repetibilitat.
Quan les característiques es defineixen en termes d'operacions de veïnatge local aplicades a una imatge, un procediment comunament conegut com extracció de característiques, es pot distingir entre els enfocaments de detecció de característiques que produeixen decisions locals si hi ha una característica d'un tipus determinat en un punt d'imatge determinat o no, i aquells que produeixen dades no binàries com a resultat. La distinció esdevé rellevant quan les característiques detectades resultants són relativament escasses. Tot i que es prenen decisions locals, la sortida d'un pas de detecció de característiques no ha de ser una imatge binària. El resultat sovint es representa en termes de conjunts de coordenades (connectades o no connectades) dels punts de la imatge on s'han detectat característiques, de vegades amb precisió de subpíxels.
Quan l'extracció de característiques es fa sense prendre decisions locals, el resultat sovint es coneix com a imatge de característiques. En conseqüència, una imatge característica es pot veure com una imatge en el sentit que és una funció de les mateixes variables espacials (o temporals) que la imatge original, però on els valors de píxels contenen informació sobre les característiques de la imatge en lloc de la intensitat o el color. Això vol dir que una imatge característica es pot processar de manera similar a una imatge ordinària generada per un sensor d'imatge. Les imatges de característiques també es calculen sovint com a pas integrat en algorismes per a la detecció de característiques.

### Vectors de característiques i espais de característiques
En algunes aplicacions, no n'hi ha prou amb extreure només un tipus de característica per obtenir la informació rellevant de les dades de la imatge. En canvi, s'extreuen dues o més característiques diferents, donant com a resultat dos o més descriptors de característiques a cada punt de la imatge. Una pràctica habitual és organitzar la informació proporcionada per tots aquests descriptors com els elements d'un sol vector, comunament conegut com a vector de característiques. El conjunt de tots els vectors de característiques possibles constitueix un espai de característiques.
Un exemple comú de vectors de característiques apareix quan cada punt d'imatge s'ha de classificar com a pertanyent a una classe específica. Suposant que cada punt d'imatge té un vector de característiques corresponent basat en un conjunt adequat de característiques, el que significa que cada classe està ben separada en l'espai de característiques corresponent, la classificació de cada punt d'imatge es pot fer mitjançant el mètode de classificació estàndard.
Un altre exemple relacionat es produeix quan el processament basat en xarxes neuronals s'aplica a les imatges. Les dades d'entrada alimentades a la xarxa neuronal sovint es donen en termes d'un vector de característiques de cada punt d'imatge, on el vector es construeix a partir de diverses característiques extretes de les dades de la imatge. Durant una fase d'aprenentatge, la xarxa pot trobar per si mateixa quines combinacions de diferents característiques són útils per resoldre el problema en qüestió.

## Tipus

### Vores
Les vores són punts on hi ha un límit (o una vora) entre dues regions de la imatge. En general, una vora pot tenir una forma gairebé arbitrària i pot incloure unions. A la pràctica, les vores es defineixen normalment com a conjunts de punts de la imatge que tenen una gran magnitud de gradient. A més, alguns algorismes comuns encadenaran punts de gradient alt per formar una descripció més completa d'una vora. Aquests algorismes solen posar algunes restriccions a les propietats d'una vora, com ara la forma, la suavitat i el valor del gradient.

### Racons/punts d'interès
Els termes cantonades i punts d'interès s'utilitzen de manera intercanviable i es refereixen a característiques similars a punts d'una imatge, que tenen una estructura bidimensional local. El nom de "cantonada" va sorgir des que els primers algorismes van realitzar per primera vegada la detecció de vores i després van analitzar les vores per trobar canvis ràpids de direcció (cantonades). Aquests algorismes es van desenvolupar llavors perquè la detecció explícita de vores ja no fos necessària, per exemple, buscant alts nivells de curvatura en el gradient de la imatge. Aleshores es va notar que les anomenades cantonades també s'estaven detectant en parts de la imatge que no eren cantonades en el sentit tradicional (per exemple, es pot detectar un petit punt brillant sobre un fons fosc). Aquests punts es coneixen amb freqüència com a punts d'interès, però el terme "racó" s'utilitza per tradició.

### Blobs/regions de punts d'interès
Els blobs proporcionen una descripció complementària de les estructures d'imatge en termes de regions, a diferència de les cantonades que són més puntuals. No obstant això, els descriptors de blob sovint poden contenir un punt preferit (un màxim local de resposta de l'operador o un centre de gravetat), la qual cosa significa que molts detectors de blob també es poden considerar operadors de punts d'interès. Els detectors de taques poden detectar àrees d'una imatge que són massa suaus per ser detectades per un detector de cantonada.

### Crestes
Per als objectes allargats, la noció de crestes és una eina natural. Un descriptor de cresta calculat a partir d'una imatge de nivell de grisos es pot veure com una generalització d'un eix medial. Des d'un punt de vista pràctic, una cresta es pot pensar com una corba unidimensional que representa un eix de simetria i, a més, té un atribut d'amplada de cresta local associat a cada punt de cresta. Malauradament, però, és algorítmicament més difícil extreure característiques de cresta de classes generals d'imatges de nivell de gris que les característiques de vora, cantonada o blob. No obstant això, els descriptors de dorsal s'utilitzen freqüentment per a l'extracció de carreteres en imatges aèries i per extreure vasos sanguinis en imatges mèdiques; vegeu detecció de crestes.